# Lecanophora ameghinoi
Lecanophora ameghinoi là một loài thực vật có hoa trong họ Cẩm quỳ. Loài này được (Speg.) Speg. mô tả khoa học đầu tiên năm 1926.